# Gau Sachsen

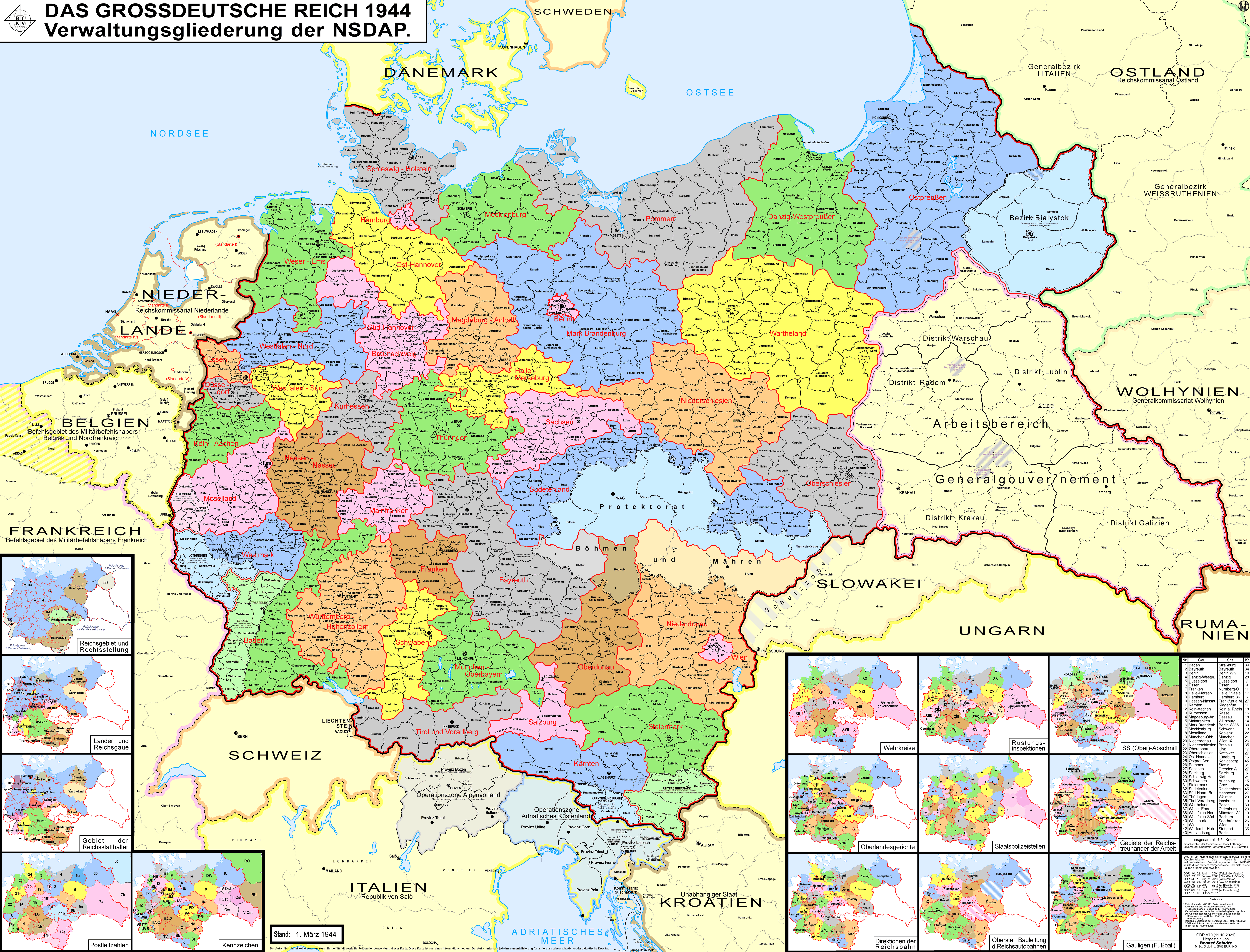
Gaue des Deutschen Reiches 1944

Der Gau Sachsen war eine Verwaltungseinheit der NSDAP unter einem Gauleiter.

## Entwicklung und Struktur
Erster Landesleiter der NSDAP in Sachsen war von 1921 bis 1923 Fritz Tittmann. 1925 gab es zusätzlich einen eigenen Gau Ostsachsen im Raum Dresden unter Anton Goß, bis er am 31. Januar 1926 abgesetzt wurde. Möglicherweise war Martin Mutschmann aber seit 1925 immer Gauleiter (26. Februar 1925 – 8. Mai 1945), sein Stellvertreter Karl Fritsch (1928–1937?). Die offizielle Erhebung zum „Gau“ erfolgte erst im Juli 1926.
Im März 1933 wurde die Gauleitung der NSDAP von Plauen nach Dresden verlegt. Dort war in der Grunaer Straße ein Haus gepachtet worden.
Am 5. Mai 1933 wurde Mutschmann zum Reichsstatthalter im Freistaat Sachsen, während sein parteiinterner Rivale Manfred von Killinger noch bis zum Röhm-Putsch 1934 Ministerpräsident der Landesregierung war. Im Februar 1935 übernahm Mutschmann auch dieses Amt. Der Gau hatte 5.231.739 Einwohner (1941) und etwa 235.000 Parteimitglieder in 27 Kreisen, die Gauhauptstadt war vor 1933 Plauen, dann Dresden im Gebäude Bürgerwiese 24. In Dresden sollte nach den Plänen des Stadtplaners Paul Wolf großzügig ein riesiges Gauforum ausgebaut werden, was mit Kriegsbeginn gestoppt wurde. Die erste Ausstellung der sogenannten Entarteten Kunst gab es hier bereits 1933. Mutschmann rief im Oktober 1936 das volkstümliche Heimatwerk Sachsen unter dem ehrenamtlichen Vorsitz von Friedrich Emil Krauß ins Leben, das der NS-Kulturpolitiker Arthur Graefe als Geschäftsführer leitete und worin Max Günther eine führende Rolle spielte, um vor allem das Kunsthandwerk und die Volkskunst des Erzgebirges politisch zu nutzen.
Mutschmann wurde 1939 noch Reichsverteidigungskommissar und war damit maßgeblich für die Umsetzung des Euthanasieprogramms der T4-Aktion in Sachsen in der Tötungsanstalt Pirna-Sonnenstein verantwortlich. Auch leitete er im Gau den Volkssturm, wobei er bedenkenlos Tausende von Jungen an die Front schickte. Nach den Luftangriffen auf Dresden im Februar 1945 zog die Dienststelle des Gauleiters in den provisorischen Befehlsstand im Lockwitzgrund bei Dresden. Ihm wurde im März 1945 noch ein neuer Stellvertreter zugeordnet, der ehemalige Gauredner und sächsische SA-Führer, Korvettenkapitän Werner Vogelsang.
Gaupropagandaleiter war 1931 der Alte Kämpfer Arthur Schumann, Leiter des Amtes für Kommunalpolitik von 1930 bis 1939 Erich Kunz, danach bis 1943 Kurt Gruber, Leiter des Amtes für Beamte Paul Schaaf, Leiter des Rassenpolitischen Amtes der Rasseneugeniker Hermann Vellguth, Gauamtsleiter war Ernst Wettengel (zugleich NSDAP-Kreisleiter in Leipzig). Der NS-Lehrerbundführer Arthur Hugo Göpfert war Gauamtsleiter im Amt für Erziehung und übernahm 1935 die Leitung des sächsischen Kultusministeriums. Gauwirtschaftsberater war der Fabrikant und sächsische Wirtschafts- und Wohlfahrtsminister Georg Lenk, der ab 1941 in Ungnade fiel, Landwirtschaftlicher Fachberater der Landesbauernführer Hellmut Körner. Gauführerschulen bestanden im Jagdschloss Augustusburg, in Hammerleubsdorf sowie in Schloss Friedrichsburg in Heidenau-Großsedlitz.

## Kreiseinteilung und Kreisleiter
Der Gau Sachsen war 1938 in 27 Kreise mit folgenden Kreisleitern unterteilt:
1. Kreis Annaberg: Werner Vogelsang
2. Kreis Aue: Franz Pillmayer († 1939)
3. Kreis Auerbach/Vogtl.: Martin Jordan
4. Kreis Bautzen: Karl Martin
5. Kreis Borna: Friedrich Munde
6. Kreis Chemnitz: Oskar Zschake-Papsdorf
7. Kreis Dippoldiswalde: Hans Georg Freund
8. Kreis Döbeln: Rudolf Behr
9. Kreis Dresden: Hellmut Walter
10. Kreis Flöha: Siegfried Oehme
11. Kreis Freiberg: Alfred Münzner
12. Kreis Glauchau: Kurt Welcker
13. Kreis Grimma: Otto Naumann
14. Kreis Großenhain: Ernst Jahns
15. Kreis Kamenz: Ernst Zitzmann
16. Kreis Leipzig: Ernst Wettengel
17. Kreis Löbau: Hans Reiter
18. Kreis Marienberg: Karl Zetzsche
19. Kreis Meißen: Helmut Böhme
20. Kreis Oelsnitz: Walter Spindler
21. Kreis Oschatz: Hermann Groine
22. Kreis Pirna: Walter Elsner
23. Kreis Plauen: Alfons Hitzler
24. Kreis Rochlitz: Johannes Bochmann
25. Kreis Stollberg: Walter Ziegis
26. Kreis Zittau: Ernst Pietsch
27. Kreis Zwickau: Fritz Preißler

## Einzelbelege
1. ↑  Andreas Peschel: Fritz Tittmann. In: Institut für Sächsische Geschichte und Volkskunde (Hrsg.): Sächsische Biografie.
2. ↑  Stephan Dehn: Mutschmanns Machtkampf gegen Anton Goß. Vom Konflikt um die Führung des NS-Gaues Ostsachsen zur „Lolita“-Posse in Dresden. In: Neues Archiv für sächsische Geschichte. Band 86, 2015, S. 225 ff. Veröffentlicht 8. Oktober 2021. doi:10.52411/nasg.Bd.86.2015
3. ↑  Claus-Christian W. Szejnmann: Vom Traum zum Alptraum. Sachsen in der Weimarer Republik. Kiepenheuer, Leipzig 2000, ISBN 3-378-01045-2, S. 104.
4. ↑  Armin Nolzen: Die sächsische NSDAP nach 1933. Sozialstrukturen und soziale Praktiken. In: Sachsen und der Nationalsozialismus. Hrsg. Günther Heydemann u. a., V&R, Göttingen 2014, ISBN 978-3-525-36964-7, S. 43–58.
5. ↑  Hitlers Dresden. In: Die Zeit. 05/2012, Zeitverlag, Hamburg 2012. ISSN 0044-2070
6. ↑  Adressbuch 1940 S. 34. (PDF; 2,0 MB)
7. ↑  Das geplante “Gauforum Dresden”. Umbaupläne für Dresden, in: Thomas Kantschew: Das neue Dresden. Architektur und Städtebau von 1918 bis heute, Berlin, Stand 15. Februar 2024.
8. ↑  Heimatwerk Sachsen 1936–1945. In: Mike Schmeitzner, Francesca Weil: Sachsen 1933–1945: Der historische Reiseführer. Ch. Links Verlag, Berlin 2014, ISBN 978-3-86153-782-3, S. 80 (eingeschränkte Vorschau in der Google-Buchsuche).
9. ↑  Führervorschule 1932, in: Projekt zur Organisations- und Sozialgeschichte der SS in Ostsachsen (1925–1950).

## Dokumente
- Dokument Der Kreisleiter der NSDAP in Leipzig berichtet der Gauleitung Sachsen am 15. März 1938 über die bisher gegen Juden getroffenen Maßnahmen. In: Susanne Heim: Verfolgung und Ermordung der Juden. Band 2, Deutsches Reich 1938-August 1939, Hrsg. Götz Aly, Oldenbourg Verlag, München 2009 (eingeschränkte Vorschau in der Google-Buchsuche).